# Together Tour
Together Tour fue la primera gira musical del dúo noruego Marcus & Martinus, realizada para promover su tercer álbum de estudio, Together (2016). La gira se inició el 12 de noviembre de 2016 en Noruega y finalizó el 18 de noviembre de 2017 en Finlandia.  Se ofrecieron un total de 20 fechas en Europa.

## Antecedentes
El 16 de octubre de 2016, Marcus & Martinus hicieron una publicación en su página web oficial, donde decía "OUR FIRST ARENA TOUR – TOGETHER TOUR" junto a estas palabras aparecían 8 fechas en Noruega, Suecia y Dinamarca. Las entradas para el show en Estocolmo se agotaron en tan solo 14 minutos. El 17 de octubre de 2016 se agregó otra fecha para Stavanger, debido a que las entradas del primer show se habían agotado.
En 2017 se dieron a conocer 11 fechas más en Países Bajos, Reino Unido. Dos en Berlín, Alemania el cual uno forma parte de Mario Barth 2017. Uno más para Suecia y Dinamarca. Tres más para Noruega, el de Escandinavia formará parte del FamilieParken 2017. Otro para Polonia que formará parte del Young Stars Festival 2017, uno para Austria y un último para Finlandia.

## Repertorio
Acto 1
1. "One More Second"
2. "Hei"
3. "Bae"
4. "Without You"
5. "I Don't Wanna Fall In Love"
6. "Light It Up"
7. "Ekko"
8. "Heartbeat"
9. "Love Yourself" (Justin Bieber cover)
10. "Plystre på Deg"
11. "Slalom"
12. "To Dråper Vann"
13. "Together"
14. "Go Where You Go"
15. "Ei som Deg"
16. "Girls"
17. "Elektrisk"

## Fechas
| Fecha                   | Ciudad     | País         | Recinto                     | Entradas vendidas / Disponibles | Recaudación |
| ----------------------- | ---------- | ------------ | --------------------------- | ------------------------------- | ----------- |
| Europa                  |            |              |                             |                                 |             |
| 12 de noviembre de 2016 | Oslo       | Noruega      | Oslo Spektrum               | 9.700 / 9.700 (%100)            | —           |
| 11 de febrero de 2017   | Estocolmo  | Suecia       | Ericsson Globe              | 16.000 / 16.000 (%100)          | —           |
| 10 de marzo de 2017     | Gotemburgo | Suecia       | Scandinavium                | 12.000 / 12.000 (%100)          | —           |
| 12 de marzo de 2017     | Malmö      | Suecia       | Malmö Arena                 | 14.000 / 14.000 (%100)          | —           |
| 18 de marzo de 2017     | Copenhague | Dinamarca    | Royal Arena                 | 14.000 / 15.000                 | —           |
| 25 de marzo de 2017     | Stavanger  | Noruega      | Sørmarka Arena              | 4.000 / 4.000 (%100)            | —           |
| 26 de marzo de 2017     | Stavanger  | Noruega      | Sørmarka Arena              | —                               | —           |
| 2 de abril de 2017      | Ámsterdam  | Países Bajos | Melkweg                     | —                               | —           |
| 5 de mayo de 2017       | Liverpool  | Reino Unido  | Echo Arena                  | —                               | —           |
| 2 de julio de 2017      | Oslo       | Noruega      | Voldsløkka                  | 40.000 / 40.000 (%100)          | Festival    |
| 8 de julio de 2017      | Berlín     | Alemania     | Teatro del Bosque de Berlín | Entradas Agotadas               | Festival    |
| 14 de agosto de 2017    | Borgholm   | Suecia       | Victoriadagen               | Entradas Agotadas               | —           |
| 17 de agosto de 2017    | Bodø       | Noruega      | Family Park                 | Entradas Agotadas               | Festival    |
| 19 de agosto de 2017    | Ålesund    | Noruega      | Minijugend                  | Entradas Agotadas               | —           |
| 26 de agosto de 2017    | Bergen     | Noruega      | Fortaleza de Bergenhus      | —                               | —           |
| 30 de agosto de 2017    | Varsovia   | Polonia      | Torwar Hall                 | —                               | Festival    |
| 1 de septiembre de 2017 | Berlín     | Alemania     | Huxleys Neue Welt           | —                               | —           |
| 2 de septiembre de 2017 | Herning    | Dinamarca    | Jyske Bank Boxen            | Entradas Agotadas               | —           |
| 7 de septiembre de 2017 | Vienna     | Austria      | Gasometer                   | —                               | —           |
| 18 de noviembre de 2017 | Helsinki   | Finlandia    | Hartwall Arena              | Entradas Agotadas               | —           |
| Total:                  | Total:     | Total:       | Total:                      | 95.700 / 95.700 (%100)          | —           |